# Virginia González Gass
Virginia González Gass (Ciudad de Buenos Aires, 16 de diciembre de 1954) es una docente y dirigente política argentina. Actualmente, dicta clases en el Colegio Nacional de Buenos Aires, donde es profesora de Literatura argentina. Anteriormente, había sido legisladora de la Ciudad Autónoma de Buenos Aires por el Partido Socialista Auténtico y rectora del Colegio Nacional de Buenos Aires. 

## Biografía
Hija de Miguel Luis González y María Nilda López Echeverría, Virginia González Gass nació en la Ciudad de Buenos Aires. Pasó su infancia y adolescencia en la provincia de Chubut, primero en Esquel y luego en Trelew. Su padre fue secretario del Juzgado Federal en esa provincia y su madre, profesora de Ciencias en el Colegio Nacional. 
En el año 1972, se muda junto a su hermana Gabriela a la Capital Federal para iniciar sus estudios de Servicio Social y Letras en la Universidad de Buenos Aires. 
Sin embargo, con el inicio de la dictadura militar debe interrumpir su carrera universitaria, retomándola recién, en 1983 con el advenimiento de la democracia. De esta manera, en 1986 obtiene el título de Licenciada en Letras en la Facultad de Filosofía y Letras de la UBA, y al poco tiempo se recibió de Profesora.
González Gass tiene dos hijos: Luciano y Alfredo, nacidos en 1981 y 1989, respectivamente.

## Carrera docente
En 1991 obtuvo una mención de honor en el Congreso Internacional de Psiquiatría por un proyecto de investigación sobre psicosis desarrollado en la Colonia Domingo Cabred, en la que trabajó durante dos años como psicolingüista. En 1995 comienza a dar clases en el Colegio Nacional de Buenos Aires y ejerce como docente en la Universidad de Belgrano, entre otras instituciones académicas. En 1996 fue reconocida por su labor en la Cárcel de Devoto como profesora en el Centro Universitario para internos (Programa UBA XXII), donde también dio clases para guardias penitenciarios. 
En 2006 es nominada y nombrada vicerrectora del Turno Tarde del Colegio Nacional de Buenos Aires, por su desempeño en diversos proyectos pedagógicos. En mayo de 2007, es nombrada rectora, alcanzando así, el máximo cargo en esa institución. Sin embargo, en julio de 2010, y luego de fuertes presiones por parte de las máximas autoridades de la UBA para cerrar cursos vespertinos, Virginia González Gass fue desplazada por su negativa de reducir la matrícula. Los motivos de fondo eran otros. Virginia González Gass había resistido las presiones para que el campo de deportes del Colegio Nacional de Buenos Aires (en Puerto Madero) cediera terrenos para proyectos inmobiliarios. 
Hasta la actualidad continúa dictando clases como profesora de Literatura en la misma institución.

## Militancia política
A los 17 años, y siendo aún alumna del Colegio Nacional de Trelew, inicia su militancia de la mano de Mario Abel Amaya, quien se desempeñaba como profesor en esa institución. La pasividad mostrada por la Unión Cívica Radical frente al secuestro y posterior asesinato de Amaya en 1976, motivaron el alejamiento de González Gass del radicalismo. Ese mismo año se incorporó a la Confederación Socialista, espacio en el que compartiría militancia con Alicia Moreau de Justo, Oscar Palmeiro, Héctor Polino, Alfredo Bravo, Emilio J. Corbière y Enrique Inda, entre otros.
En 1983 finalizado el denominado Proceso de Reorganización Nacional, Virginia se integra a la Fundación Alicia Moreau de Justo creada por Elena Tchalidy. Desde ese espacio desarrolló programas de apoyo, investigación y participó de diferentes proyectos en defensa de los derechos de la mujer. Por su activa participación en la construcción de un socialismo desde la Confederación Socialista, integra una de sus listas para las elecciones celebradas en 1983.
Acompañando la fusión con la Confederación Socialista a mediados de los 80, se incorpora al Partido Socialista Auténtico (ex Argentino, término prohibido por la dictadura militar argentina 1976-1983), conducido por Enrique Inda, donde permanece hasta la actualidad. En representación de ese espacio político, fue candidata en numerosas ocasiones; la primera en 1983  para concejal de la Ciudad de Buenos Aires, y llegó a encabezar en 1995 la nómina de diputados nacionales por la Capital.
En 2011, finalmente accede al cargo de legisladora de la Ciudad de Buenos Aires, en el cual se desempeñó hasta diciembre de 2015.
- Datos: Q20022066
- Multimedia: Virginia González Gass / Q20022066